# Sistema nerviós

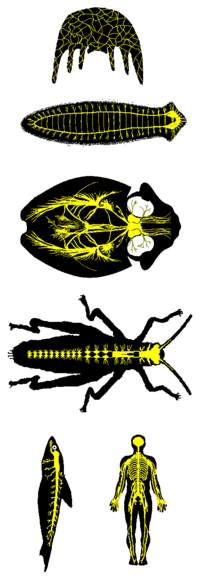
Esquema del sistema nerviós de diversos animals. De dalt a baix:
- Cnidaris
- Platihelmints
- Mol·luscs
- Artròpodes
- Cordats (Peixos i Ésser humà)

El sistema nerviós és una xarxa neuronal de cèl·lules especialitzades que transmeten informació sobre l'entorn d'un animal i sobre ell mateix. Processa aquesta informació i ocasiona reaccions en altres parts del cos. Està constituït per milers de milions de neurones i altres cèl·lules especialitzades anomenades glies, que faciliten la funció de les neurones. És una xarxa de teixits d'origen ectodèrmic, i en els animals diblàstics i triblàstics la unitat bàsica són les neurones, unes cèl·lules especialitzades, que coordinen les accions dels animals mitjançant senyals químics i elèctrics enviats d'un extrem a l'altre de l'organisme.
La seva principal funció és la de captar i processar ràpidament els senyals exercint control i coordinació sobre els altres òrgans per aconseguir una oportuna i eficaç interacció amb el medi ambient canviant. Aquesta rapidesa de respostes que proporciona la presència del sistema nerviós diferència a la majoria dels animals d'altres éssers pluricel·lulars de resposta motriu lenta que no ho tenen com les plantes, els fongs o les algues.
Cal esmentar que també hi ha grups d'animals com els polímers, placozous i mesozous que no tenen sistema nerviós perquè els seus teixits no arriben a la mateixa diferenciació que aconsegueixen els altres animals ja sigui perquè les seves dimensions o estils de vida són simples, arcaics, de baixos requeriments o de tipus parasitari.
Encara que el sistema nerviós constitueix una unitat morfològica i funcional, per a simplificar el seu estudi sol dividir-se en dos apartats: sistema nerviós central –que comprèn l'encèfal i la medul·la espinal–, i sistema nerviós perifèric –què corresponen els dotze parells de nervis que ixen de l'encèfal, els trenta-un parells que ixen de la medul·la espinal i les ramificacions que s'estenen fins a la perifèria–. Les neurones generen i condueixen impulsos entre els dos sistemes i dins dels dos sistemes. En resposta als estímuls, les neurones sensorials del sistema nerviós perifèric generen i propaguen senyals al sistema nerviós central que els processa i n'envia nous de retorn als músculs i glàndules. Les neurones del sistema nerviós dels animals estan intercomunicades en alineaments complexos i utilitzen senyals electroquímics i neurotransmissors per tal de transmetre impulsos d'una neurona a la següent. La interacció entre diferents neurones forma els circuits neurals que regulen la percepció del món d'un organisme i què està passant al seu cos, d'aquesta manera també regulen el seu comportament.
El sistema nerviós es troba en molts animals multicel·lulars però difereix enormement entre espècies pel que fa a la complexitat.

## Estructura
El sistema nerviós es compon de diversos elements mòbils com teixits de sosteniment o manteniment anomenats neuroglia, un sistema vascular especialitzat i les neurones [3] que són cèl·lules que es troben connectades entre si de manera complexa i que tenen la propietat de generar, propagar, codificar i conduir senyals mitjançant gradients electroquímics (electròlits) a nivell de membrana axonal i de neurotransmissors a nivell de sinapsi i receptors.

### Cèl·lules glials

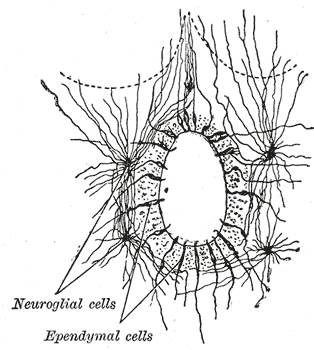
Canal central de la medul·la espinal, s'observen cèl·lules ependimàries i neuroglials.

Les cèl·lules glials, conegudes també genèricament com glia o neuroglia, són cèl·lules no neuronals que proporcionen suport i nutrició, mantenen l'homeòstasi, formen la mielina, i participen en la transmissió de senyals en el sistema nerviós; desenvolupen, de forma principal, la funció de suport i protecció de les neurones. S'estima que en el cervell humà el nom de cèl·lules glials és aproximadament el mateix que el de neurones. En els éssers humans es classifiquen segons la seva localització o per la seva morfologia i funció. Les diverses cèl·lules de la neuroglia constitueixen més de la meitat del volum del sistema nervis dels vertebrats. Les neurones no poden funcionar en absència de les cèl·lules glials.
Les cèl·lules glials proporcionen suport i protecció a les neurones. Les quatre funcions principals d'aquest tipus cel·lular són: embolcallar les neurones i mantenir-les al seu lloc, facilitar nutrients i oxigen a les neurones, aïllar-les d'altres neurones, i destruir els patògens i eliminar les neurones mortes.
Segons la seva ubicació dins del sistema nerviós ja sigui central o perifèric, les cèl·lules glials es classifiquen en dos grans grups: 
- La glia central, constituïda pels astròcits, oligodendròcits i les cèl·lules ependimarioles, i la microglia, que són cèlu·lues que solen trobar-se en el cervell, cerebel, tronc cerebral i medul·la espinal.
- La glia perifèrica. Constituïda per les cèl·lules de Schwann, les cèl·lules capsulars i les cèl·lules de Müller. Normalment es troben al llarg de tot el sistema nerviós perifèric.

Per la seva morfologia o funció, entre les cèl·lules glials es distingeixen les cèl·lules macrogliales (astròcits, oligodentròcits i cèl·lules ependimals) i les cèl·lules microglials (entre el 10 i el 15% de la glia).

### Neurones
Les neurones (del grec νεῦρον, que significa corda, nervi) són un tipus de cèl·lules del sistema nerviós la principal característica és l'excitabilitat elèctrica de la seva membrana plasmàtica; estan especialitzades en la recepció d'estímuls i conducció de l'impuls nerviós (en forma de potencial d'acció) entre elles o amb altres tipus cel·lulars, com ara les fibres musculars de la placa motora. Això fa possible que processin i transmetin informació. Són cèl·lules altament diferenciades, la majoria de les neurones no es divideixen un cop aconseguida la seva maduresa, això no obstant, una minoria sí que ho fa. Les neurones presenten unes característiques morfològiques típiques que sustenten les seves funcions: un cos cel·lular anomenat soma o "pericarion», central, una o diverses prolongacions curtes que generalment transmeten impulsos cap al soma cel·lular, anomenades dendrites, i una prolongació llarga, anomenada axó o "cilindreixos", que condueix els impulsos des del soma cap a una altra neurona o òrgan diana.
Les neurones constitueixen el component central del cervell, la medul·la espinal dels vertebrats, el cordó nerviós central dels invertebrats, i els nervis perifèrics. Existeixen nombrosos tipus diferents de neurones: 
- Les neurones sensorials responen al tacte, so, llum i altres estímuls que tenen un efecte sobre els òrgans sensorials i envien senyals a la medul·la espinal i al cervell.
- Les neurones motores reben senyals del cervell i la medul·la espinal i ocasionen contraccions musculars i tenen efecte sobre les glàndules.
- Les interneurones connecten neurones a altres neurones del cervell i a la medul·la espinal.

## En els humans

Visió parasagital MRI del cervell (sistema nerviós central)

### Sistema nerviós central
El sistema nerviós central (SNC) és la part del sistema nerviós constituït per l'encèfal i la medul·la espinal. La cavitat espinal subjecta i protegeix la medul·la espinal, mentre que el cap conté i protegeix el cervell. El SNC es troba recobert per les meninges, un mantell protector de tres capes. El cervell, a més a més, es troba protegit pel crani, mentre que la medul·la espinal està protegida també per les vèrtebres.
| Sistema nerviós central | Cervell          | Prosencèfal     | Telencèfal  | Rinencèfal, Amígdala, Hipocamp, Neocòrtex, Ventricles laterals                               | Rinencèfal, Amígdala, Hipocamp, Neocòrtex, Ventricles laterals                               |
| Sistema nerviós central | Cervell          | Prosencèfal     | Diencèfal   | Epitàlem, Tàlem, Hipotàlem, Subtàlem, Glàndula pituïtària, Glàndula pineal, Tercer ventricle | Epitàlem, Tàlem, Hipotàlem, Subtàlem, Glàndula pituïtària, Glàndula pineal, Tercer ventricle |
| Sistema nerviós central | Cervell          | Tronc encefàlic | Mesencèfal  | Tecte, Peduncle cerebral, Pretecte, Conducte mesencefàlic                                    | Tecte, Peduncle cerebral, Pretecte, Conducte mesencefàlic                                    |
| Sistema nerviós central | Cervell          | Tronc encefàlic | Rombencèfal | Metencèfal                                                                                   | Protuberància, Cerebel,                                                                      |
| Sistema nerviós central | Cervell          | Tronc encefàlic | Rombencèfal | Mielencèfal                                                                                  | Bulb raquidi                                                                                 |
| Sistema nerviós central | Medul·la espinal |                 |             |                                                                                              |                                                                                              |

### Sistema nerviós perifèric
El sistema nerviós perifèric (SNP) és un terme regional que designa un col·lectiu d'estructures nervioses que no es troben en el sistema nerviós central (SNC); comprèn els nervis motors i sensitius i llurs ganglis. Els cossos de les cèl·lules nervioses sí que es troben en el SNC, tant en el cervell com en la medul·la espinal, i els processos cel·lulars d'aquestes cèl·lules, coneguts com a axons, s'estenen a través de les extremitats i la pell del tors. La gran majoria dels axons que comunament són coneguts com a nervis, es consideren pertanyents al SNP. Els cossos cel·lulars dels nervis aferents del SNP es troben en els ganglis dorsals.

## Evolució
L'arc reflex és la unitat bàsica de l'activitat nerviosa integrada, i podria considerar-se com el circuit primordial del qual van partir la resta de les estructures nervioses. Aquest circuit va passar d'estar constituït per una sola neurona multifuncional en els diblàstics a dos tipus de neurones en la resta dels animals trucades aferents i eferents. En la mesura que es van anar afegint intermediaris entre aquests dos grups de neurones amb el pas del temps evolutiu, com interneurones i circuits d'una plasticitat més gran, el sistema nerviós va ser mostrant un fenomen de concentració en regions estratègiques donant peu a la formació del sistema nerviós central, sent la cefalització el tret més acabat d'aquest fenomen.
Per optimitzar la transmissió de senyals hi ha mesures com la redundància, que consisteix en la creació de vies alternes que porten part de la mateixa informació garantint la seva arribada tot i danys que puguin ocórrer. La mielinització dels axons en la majoria dels vertebrats i en alguns invertebrats com anèl·lids i crustacis és una altra mesura d'optimització. Aquest tipus de recobriment incrementa la rapidesa dels senyals i disminueix el calibre dels axons estalviant espai i energia.
Una altra característica important és la presència de metamerització del sistema nerviós, és a dir, aquella condició on s'observa una subdivisió de les estructures corporals en unitats que es repeteixen amb característiques determinades. Els tres grups que principalment mostren aquesta qualitat són els artròpodes, anèl·lids i cordats.
| Fil·lum       | Superfil·lum             | Canvis en la gàstrula     | Sistema nerviós  | Centralització | Metamerització | Cefalització | Mielinització        |
| ------------- | ------------------------ | ------------------------- | ---------------- | -------------- | -------------- | ------------ | -------------------- |
| Ctenòfors     | Diblàstics               | Especializatció de la CGV | Difús            | No             | No             | 0            | No                   |
| Cnidaris      | Diblàstics               | Especializatció de la CGV | Difús/Cicloneure | No/Sí          | No             | 0            | No                   |
| Platihelmints | Protòstoms platizous     | Especializatció de la CGV | Hiponeure        | Sí             | No             | +            | No                   |
| Nemàtodes     | Protòstoms ecdisozous    | Gastrorrafia              | Hiponeure        | Sí             | No             | +            | No                   |
| Artròpodes    | Protòstoms ecdisozous    | Gastrorrafia              | Hiponeure        | Sí             | Sí             | +++          | Crustacis            |
| Mol·luscs     | Protòstoms lofotrocozous | Gastrorrafia              | Hiponeure        | Sí             | No             | ++++         | No                   |
| Anèl·lids     | Protòstoms lofotrocozous | Gastrorrafia              | Hiponeure        | Sí             | Sí             | ++           | Oligoquets Poliquets |
| Equinoderms   | Deuteròstoms             | Isoquília                 | Cicloneure       | Sí             | No             | 0            | No                   |
| Hemicordats   | Deuteròstoms             | Isoquília                 | Cicloneure       | Sí             | No             | +            | No                   |
| Cordats       | Deuteròstoms             | Nototènia                 | Epineure         | Sí             | Sí             | +++++        | Vertebrats           |

Encara que les esponges de mar no tenen sistema nerviós, s'ha descobert que aquests organismes ja comptaven amb els maons genètics que més tard van donar lloc a aquest tipus de teixit. És a dir, molts dels components genètics que donen lloc a les sinapsis nervioses estan presents en les esponges, això després de l'evidència demostrada per la seqüenciació del genoma de l'esponja Amphimedon queenslandica. Es creu que la primera neurona va sorgir durant el període Ediacàric en animals diblàstics com els cnidaris.

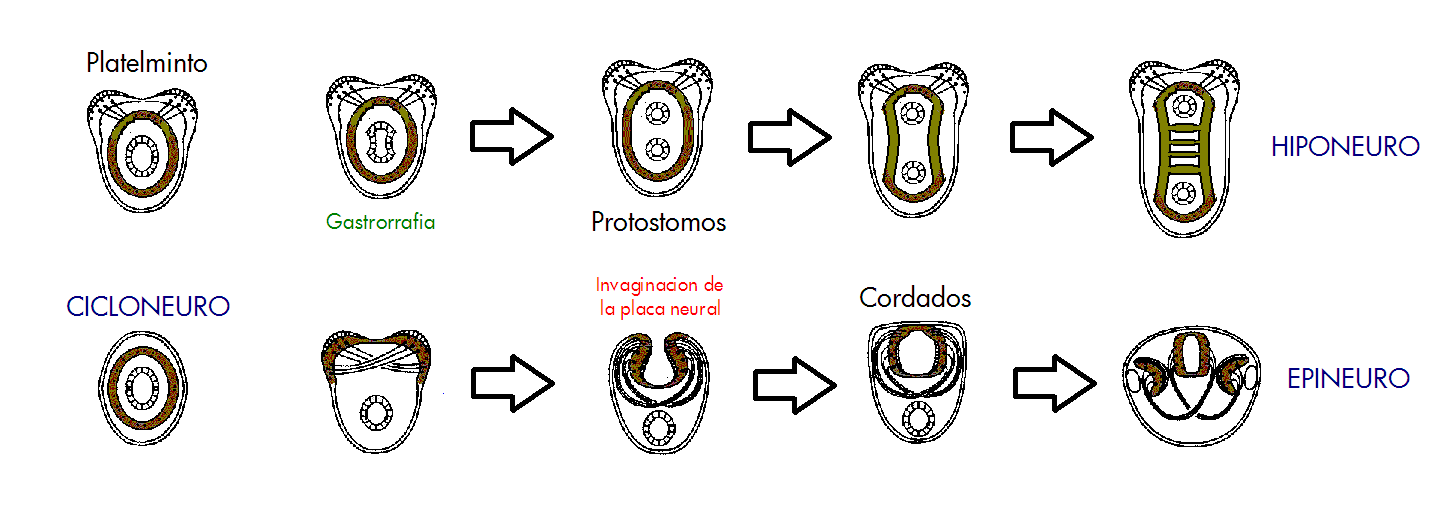
Figura que, mitjançant una anatomia comparada amb un tall transversal, mostra el sistema nerviós i digestiu dels cicloneures, hiponeures i epineures. També mostra perquè la disposició dels receptors òptics (vegeu retina) en els vertebrats (epinèuria) miren cap enrere, fet que propicia un punt cec necessari. En canvi els ulls dels cefalòpodes (hiponeures) no tenen cap punt cec, ja que els nervis se situen per darrere de la retina i no tapen aquesta porció.

D'altra banda, en un estudi genètic realitzat per Casey Dunn l'any 2008 es considera en un node als triblàstics i en un altre node a cnidaris i porífers dins d'un gran grup germà dels ctenòfors. Això comportaria que durant l'evolució les esponges van realitzar una sèrie de reversions cap a la simplicitat, la qual cosa implicaria que el sistema nerviós es va inventar una sola vegada si l'avantpassat metazous comú va ser més complex, o fins a tres ocasions si aquest avantpassat ha estat més simple en una mena de convergència evolutiva entre ctenòfors, cnidaris i triblàstics.
En els animals triblàstics o bilaterals, que formen un grup monofilètic, hi ha dos tipus de plans corporals i agrupa els organismes en dos categories: els protòstoms i els deuteròstoms. Al seu torn, aquests tenen tres tipus de disposicions del sistema nerviós: els cicloneures, els hiponeures i els epineures.

## Diblàstics
Els animals diblàstics o radiats, una agrupació parafilètica que engloba tant cnidaris com a ctenòfors, normalment compten amb una xarxa de plexes subectodérmicos sense un centre nerviós aparent, però algunes espècies ja presenten condensats nerviosos en un fenomen que s'entén com el primer intent evolutiu per conformar un sistema nerviós central.

### Cnidaris
L'organització bàsica del sistema nerviós en els cnidaris és una xarxa nerviosa difusa però en algunes espècies es mostren condensats longitudinals, com el "axó gegant" a la tija d'alguns sifonòfors, mentre que altres mostren condensats circulars com els anells en les hidromeduses semblant distribucions vistes en els cicloneures. En aquestes, les neurones fotoreceptores de l'ocel es troben en la base dels tentacles marginals i són innervades per tractes nerviosos de l'anell nerviós extern on s'integra i transmet la informació cap a les neurones motores de l'anell nerviós intern. Altres òrgans sensorials importants són els estatocists, que contenen estructures calcàries innervades per neurones ciliades que l'envolten connectades a la xarxa neuronal difusa. Els estatocists mitjançant una funció de marcapassos coordinen les contraccions rítmiques del comportament natatòria. En els escifozous, tant els quimioreceptors, com els ocels i els estatocists es troben en un òrgan molt desenvolupat anomenat ropàlia, que és molt complex en els cubozous.
L'arc reflex en els cnidaris es troba integrat per cèl·lules multifuncionals que juguen tant un paper sensoriomotor com el de interneurones, però també hi ha cèl·lules que tenen una o altra funció per separat com les cèl·lules sensorials i ganglionars, que són ciliades, i d'altra banda les cèl·lules epiteli-musculars.

### Ctenòfors
Els ctenòfors compten amb una xarxa de plexes que tendeixen a condensar en forma d'anell al voltant de la regió bucal així com estructures com ara les fileres de pintes, faringe, tentacles (si existeixen) i el complex sensorial allunyat de la regió bucal.
L'òrgan sensorial més característic és l'òrgan aboral col·locat a l'extrem oposat a la boca. El seu component principal és el estatòcist, un sensor de l'equilibri que consisteix en un estatòlit que és una partícula sòlida recolzada en quatre ramells dels cilis, anomenats "equilibradors", que venen donant el sentit d'orientació. L'estatocist està protegit per una cúpula transparent de cilis llargs i immòbils.
Per a la fotorrecepción es creu que tenen làmines que estan compostes de quatre grups radials compostos de membranes de dotze cilis cadascuna en un patró de 9 +0 (en contraposició al patró 9 +2 vist en cilis no fotoreceptors). En algunes espècies, en lloc de posseir microvellositats en els cilis, els cilis es converteixen en plaques de forma similar als receptors en alguns mol·luscs i vertebrats. No obstant això és motiu de controvèrsia si aquests detecten o no la llum.

## Protòstoms
Els animals protòstoms, que són triblàstics, com els platihelmints, nematodes, mol·luscs, anèl·lids i artròpodes tenen un sistema nerviós hiponeure, és a dir, un sistema format per ganglis cerebrals i cordons nerviosos ventrals.> Els ganglis que formen el cervell se situen al voltant de l'esòfag, amb connectius periesofàgics que els uneixen a les cadenes nervioses que recorren ventralment el cos de l'animal, en posició inferior respecte al tub digestiu. Tal model de pla corporal queda disposa d'aquesta forma quan en la gàstrula passa per un procés embriològic anomenat gastrorrafia.

### Platihelmints
Encara que ja presenten les primeres característiques del sistema nerviós hiponeure aquest encara és difús. Presenten i a un major conglomerat de cèl·lules nervioses a la regió anterior donant el primer indici de cefalització en el regne animal. Aquests ganglis cerebroides es continuen amb els cordons nerviosos característics dels hiponeures anomenats cadenes ganglionars de les que al seu torn parteixen branques formant una xarxa ganglionar (patró en escala). Així mateix en la regió anterior solen comptar amb la presència de fotoreceptors anomenats ocels.
Les planàries, un tipus de platihelmints, tenen cordes nervioses dobles que s'estenen al llarg del cos i s'uneixen a la cua i la boca. Aquestes cordes nervioses estan connectades per nervis transversals com graons d'una escala de mà. Aquests nervis transversals contribueixen a coordinar els dos costats de l'animal. Dos ganglis grans situats al cap tenen un funcionament similar al d'un cervell simple. Fotoreceptors situats als punts oculars de l'animal li proporcionen informació sensorial sobre la llum i la foscor.

### Nematodes i anèl·lids

Diagrama anatòmic d'un anèl·lid: En color gris es pot apreciar un gangli nerviós corresponent a un metàmer (11) ventral al sistema digestiu (1 i 2).

En els cucs rodons (ecdisozous no segmentats) o nematodes el sistema nerviós generalment consta d'un anell nerviós envoltant la faringe d'on parteixen de dos a sis cordons laterals, un cordó ventral i un altre dorsal. El sistema nerviós del nematode Caenorhabditis elegans ha estat mapejat fins al nivell cel·lular. Cada neurona i el seu llinatge cel·lular han estat registrats i es coneixen la majoria de connexions neurals, si no totes. En aquesta espècie, el sistema nerviós és sexualment dimòrfic; el sistema nerviós de cada sexe (mascles i hermafrodites) tenen noms diferents de neurones i grups de neurones que executen funcions específiques a cada sexe. En C. elegans, els mascles tenen exactament 383 neurones, mentre que els hermafrodites en tenen exactament 302.
En els cucs segmentats (lofotrocozous metàmers) o anèl·lids els ganglis cerebroides són més desenvolupats que el dels platihelmints i nematodes. En el cuc de terra el sistema nerviós es troba format per un parell de ganglis cerebroides reunits al voltant de la faringe a l'altura del tercer segment i funcionen com un cervell. D'aquest centre parteixen nervis a cada costat de la faringe fonent-se per sota del tub digestiu, així es forma un gangli subesofàgic del qual surt un cordó nerviós ventral emetent col·laterals en el seu recorregut a la part superior del cos per controlar els músculs de cada segment.

### Mol·luscs

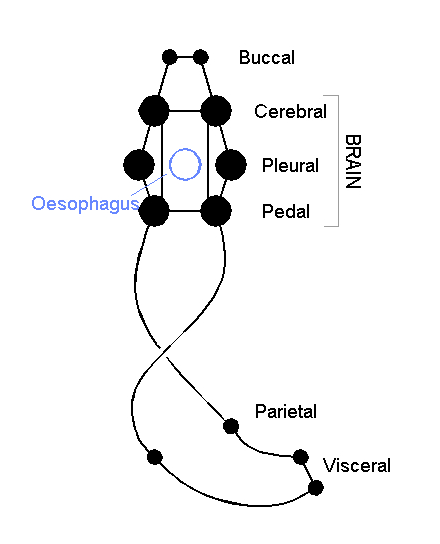
Diagrama que mostra en el sistema nerviós dels gastròpodes

En el sistema nerviós dels mol·luscs, que són lofotrocozous no segmentats, es poden distingir dos tipus de distribució ja sigui si són antics o de més recent aparició en l'escala evolutiva.
- Moluscos primitius. El primer grup està format per aquelles espècies més antigues del fil·lum que tenen un sistema nerviós acordonat unit per ponts transversals com els monoplacófors, caudofoveats, solenogastres i poliplacòfors. Els monoplacófors mostren un patró que encara recorda trets presents en la metamerizació d'altres protòstoms.
- Moluscos evolucionats. Aquest segon grup està format per mol·luscs més evolucionats que van abandonar per complet qualsevol tret metàmer per constituir de ple un sistema nerviós de tipus ganglionar com succeeix en el cas dels bivalves, gastròpodes i cefalòpodes.

Els bivalves, a causa de la manca de segmentació i la seva simplicitat tenen un parell de ganglis importants en cadascuna de les regions cefàlica, pedial i visceral el qual estan units per comissures.
Els gastròpodes, en general, tenen un parell ganglionar bucal per innervar la ràdula, un parell de ganglis cerebroideos i pedis formant un anell periesofágico en conjunt amb els ganglis pleurals del qual parteixen connectius cap als ganglis viscerals i parietals de manera creuada a causa d'una torsió de 180° graus. Els gastròpodes, com els manca la segmentació, poden mostrar molts tipus d'organització dels ganglis nerviosos, però tot i això es pot distingir en els aquàtics prosobranquis dos tipus de distribucions principals. La condició epiatroide és aquella on el gangli pleural es troba proper al gangli cerebroideo en situació superior o lateral a l'esòfag i la condició hipoatroide on el gangli pleural aquesta pròxim o fusionat amb el gangli pedial en situació ventral a l'esòfag.
Els cefalòpodes compten també amb un parell ganglionar bucal per innervar la ràdula i tentacles, però els ganglis cerebroideos, demanava i pleurals que formen un simple anell en els gastròpodes en els cefalòpodes es troben fusionats voltant de l'esòfag per a conformar un cervell què, per al seu estudi, Young va dividir en masses supraesofágica i subesofágica. Tant la massa supraesofágica com subesofágica estan unides lateralment pels lòbuls basals i els lòbuls magnocelulares dorsals. Aquest acord indica que en cervells primitius es trobaven dues cordes envoltant parcialment l'esòfag que incloïen les masses subesofágica posterior i mitjana, i que es van fusionar amb una tercera corda representada per la massa supraesofágica. En los nautiloïdeus la presencia de esos tres cordones ancestrales es muy evidente ya que presentan una clara separación en las regiones ventrales y solo se encuentran unidos lateralmente. En els nautiloides la presència d'aquests tres cordons ancestrals és molt evident, ja que presenten una clara separació en les regions ventrals i només es troben units lateralment. En els decapodiformes els lòbuls bucals superiors es troben allunyats de la resta del cervell suggerint que originalment aquests lòbuls no van formar part de les cordes que envoltaven l'esòfag en espècies ancestrals.

### Artròpodes
Els artròpodes, com els insectes i els crustacis, tenen un sistema nerviós compost d'una sèrie de ganglis connectats per una corda nerviosa ventral feta de dos connectius paral·lels que s'estenen al llarg del ventre. Típicament, cada segment corporal té un gangli a cada banda, tot i que alguns ganglis es fusionen per formar el cervell i altres ganglis grans.
El segment del cap conté el cervell, conegut també com a gangli supraesofàgic. En el sistema nerviós dels insectes, el cervell està dividit anatòmicament en protocervell, deuterocervell i tritocervell. Immediatament darrere el cervell hi ha el gangli subesofàgic, que es compon de tres parells de ganglis fusionats. Controla les maxil·les, les glàndules salivals i determinats músculs.
Molts artròpodes tenen òrgans sensorials ben desenvolupats, incloent-hi ulls compostos per la visió i antenes per l'olfacte i la percepció de feromones. La informació sensorial d'aquests òrgans és processada pel cervell.

## Deuteròstoms
Els animals deuteròstoms, que són triblàstics, es divideixen en dos grups segons la seva simetria, radial o bilateral, o la disposició del sistema nerviós, cicloneure o epineure. Dins dels cicloneures es troben els equinoderms (de simetria radial) i els hemicordats. El centre nerviós és un anell situat al voltant de la boca (subectodèrmic o subepidèrmic). Dins del grup dels epineuri es troben els urocordats, els cefalocordats i els vertebrats en què presenten un cordó nerviós buit i tubular, dorsal al tub digestiu. A partir d'aquest cordó, en animals més complexos, es desenvolupa l'encèfal i la medul·la espinal. Aquests models de plans corporals queden disposats d'aquesta manera quan a la gàstrula esdevenen uns processos embriològics anomenats isoquilia en els cicloneuros o nototenia en el cas dels epineuri.

### Cordats

Anatomia bàsica d'un cefalocordat (amfiox). En color groc es pot observar la vesícula cerebral (1) i el cordó nerviós (3). En color cafè (2), i en situació ventral respecte als dos anteriors, es troba la notocorda.

### Urocordats
El sistema nerviós dels urocordats està adaptat i simplificat per complir amb els requeriments de la vida sèssil. Un cop que el tunicat jove madura per deixar la vida lliure i convertir-se en adult sèssil, perd la notocorda, la cua postanal i el tub neural, quedant només una petita porció anterior que es comunica amb la cavitat bucal anomenada glàndula neural. Encara que es desconeix la seva funció sovint és considerada com homòloga de la hipòfisi dels vertebrats. També l'encèfal sofreix una metamorfosi en l'edat madura fins a ser substituït per un gangli cerebral nou, petit i compacte.

### Vertebrats
El sistema nerviós dels vertebrats comprèn el sistema nerviós central (SNC), que al seu torn consta d'encèfal i medul·la espinal; i el sistema nerviós perifèric, que consta de nombrosos ganglis i nervis (raquidis o espinals); existeix a més un sistema nerviós autònom, simpàtic i parasimpàtic, que innerva les vísceres. Els òrgans sensorials, així com les funcions motrius, són molt perfeccionades i desenvolupades. Els nervis raquidis es ramifiquen a diferents nivells de la medul·la, i innerven els diferents músculs, glàndules i òrgans. En el cas dels tetràpodes, apareixen dos engruiximents a la medul·la, les intumescències cervicals i lumbar, a conseqüència del desenvolupament de les potes.

## Embriologia
Alguns dels esdeveniments importants del desenvolupament neural de l'embrió inclouen el naixement i la diferenciació de les neurones a partir de precursors cèl·lules mare, la migració de les neurones immadures des dels seus llocs de formació en l'embrió fins a la seva posició final, l'allargament dels axons de les neurones i el guiatge dels axons del conus de creixement en l'embrió seguint els patrons postsinàptics, la generació de sinapsis entre axons i els seus companys postsinàptics, i finalment els canvis en les sinapsis que es donen al llarg de la vida que es creu que són el fonament de l'aprenentatge i la memòria.